# Personale della All Elite Wrestling
Il personale della All Elite Wrestling è composto da atleti, manager, telecronisti, annunciatori, intervistatori, arbitri, allenatori, produttori, booker, dirigenti e membri del consiglio di amministrazione.
La federazione ha stipulato accordi di collaborazione con Ring of Honor (anch'essa di proprieta di Tony Khan), Consejo Mundial de Lucha Libre, New Japan Pro-Wrestling, World Wonder Ring Stardom, DDT Pro-Wrestling e Tokyo Joshi Pro-Wrestling, in cui atleti possono esibirsi negli show AEW e viceversa.

## Roster

### Uomini

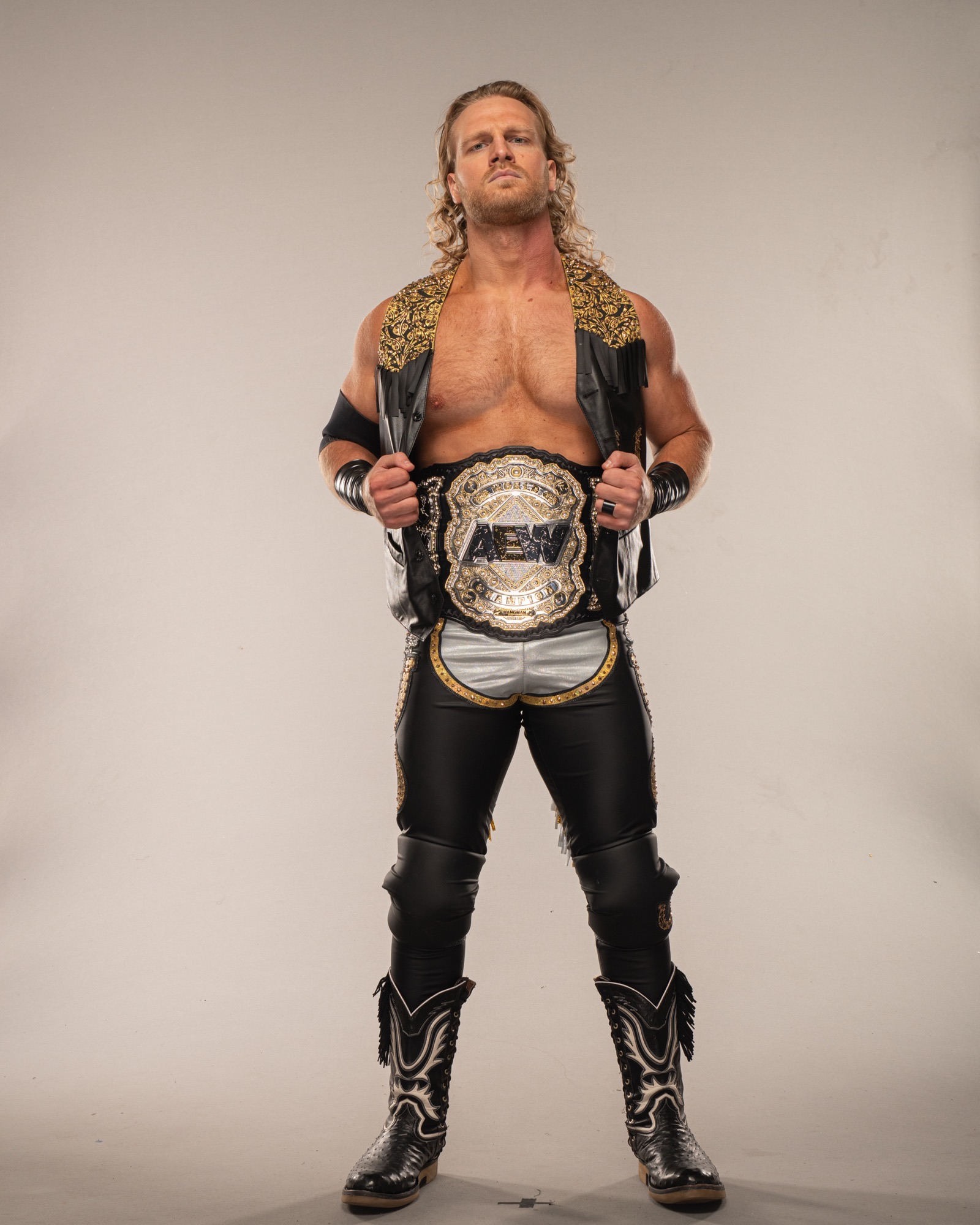
Adam Page, AEW World Champion

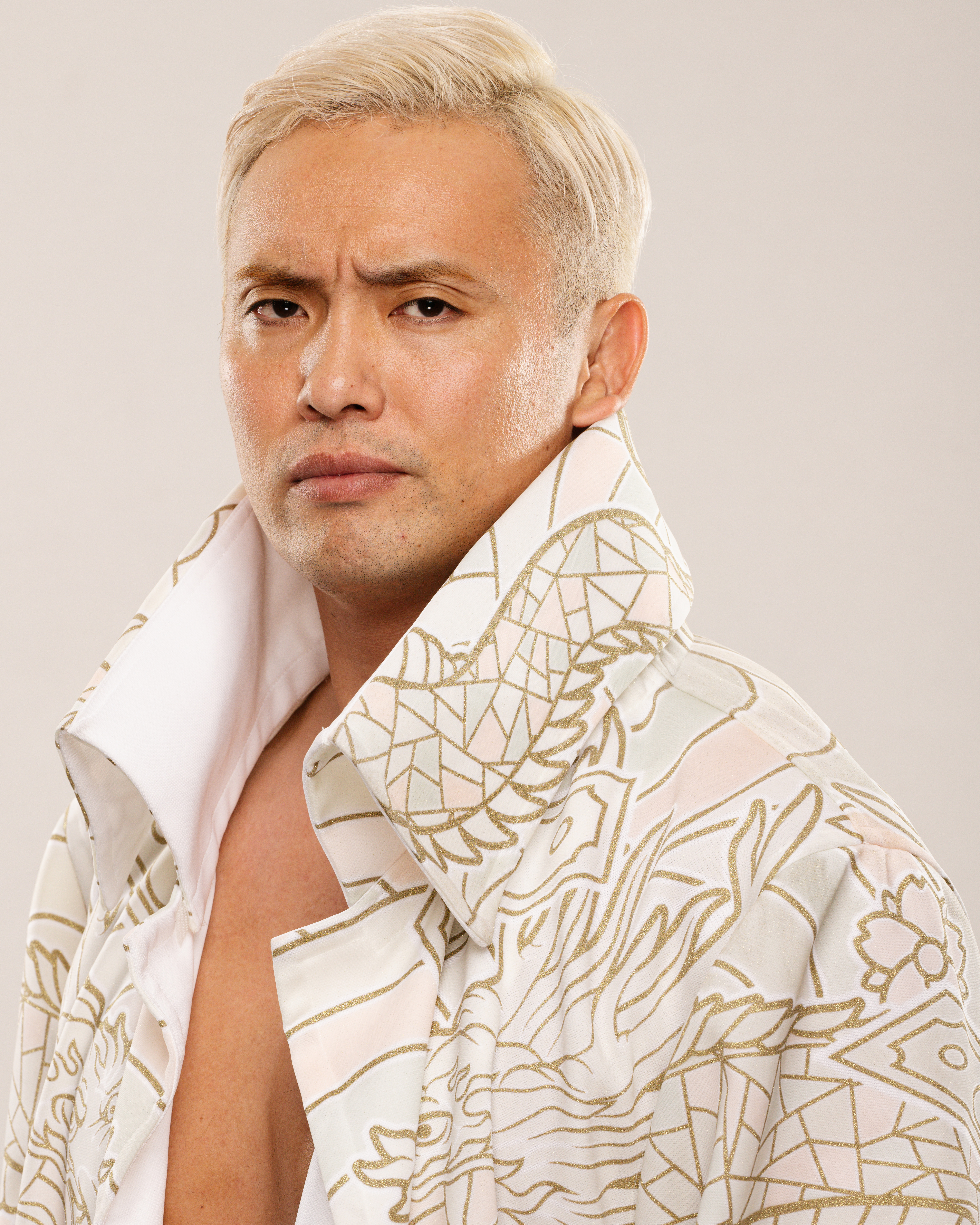
Kazuchika Okada, AEW Unified Champion (AEW Continental Champion, AEW International Champion)

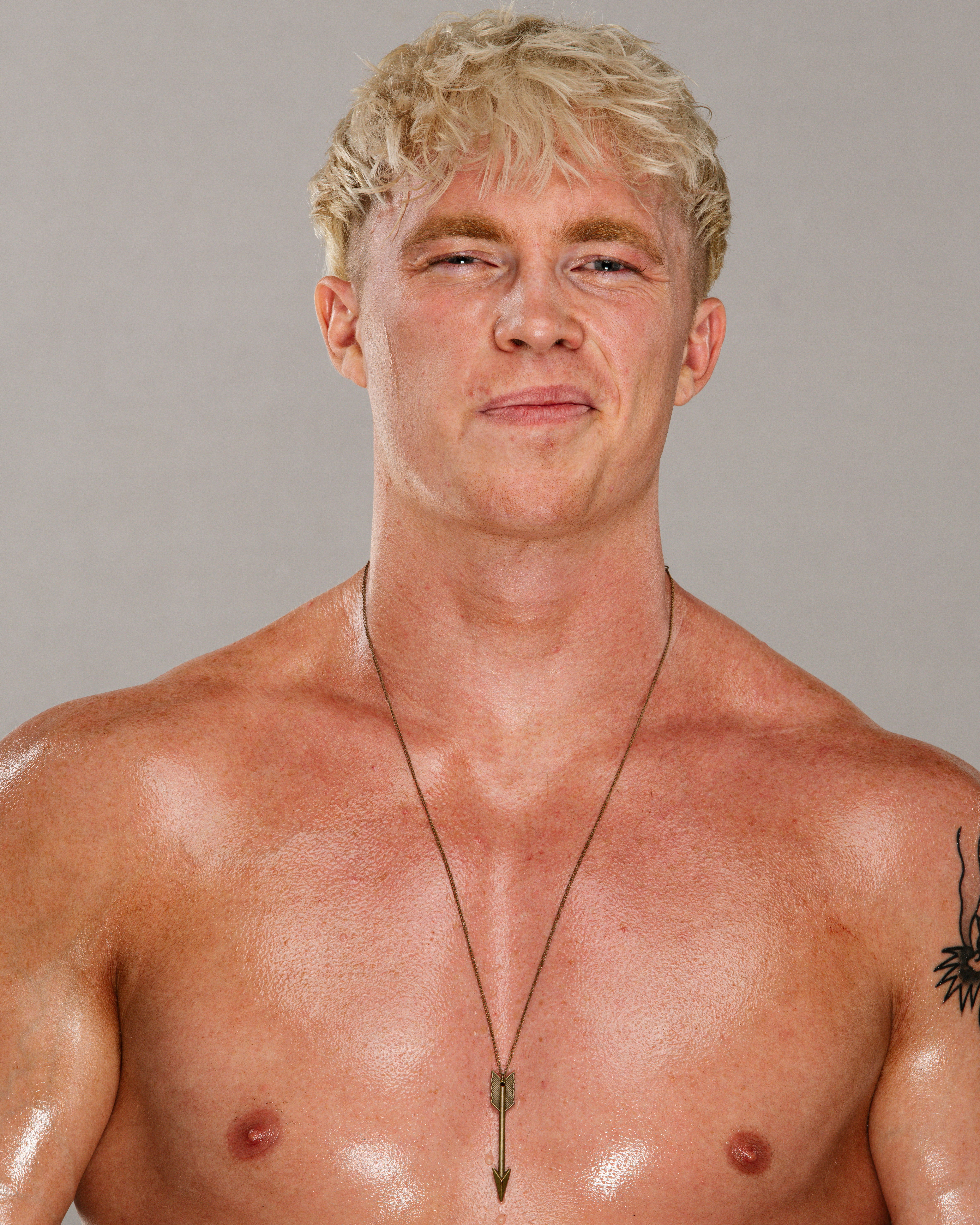
Kyle Fletcher, TNT Champion

Bobby Lashley e Shelton Benjamin, AEW World Tag Team Champions

| Ring name          | Nome reale                | Note                                                                     |
| ------------------ | ------------------------- | ------------------------------------------------------------------------ |
| Aaron Solo         | Aaron Solo                |                                                                          |
| Action Andretti    | Tyler Andretti            |                                                                          |
| Adam Cole          | Austin Jenkins            |                                                                          |
| Adam Page          | Stephen Woltz             | AEW World Champion                                                       |
| Alex Reynolds      | Alexander Zikos           |                                                                          |
| Angélico           | Adam Bridle               |                                                                          |
| Angelo Parker      | Jeffrey Parker            |                                                                          |
| Anthony Bowens     | Anthony Bowens            |                                                                          |
| Anthony Ogogo      | Anthony Ogogo             |                                                                          |
| AR Fox             | Thomas Ballester          |                                                                          |
| Ari Daivari        | Ariya Daivari             | Allenatore                                                               |
| Austin Gunn        | Austin Sopp               |                                                                          |
| Bandido            | Sconosciuto               |                                                                          |
| Big Bill           | William Morrissey         |                                                                          |
| Billy Gunn         | Monty Sopp                | Allenatore                                                               |
| Bishop Kaun        | Jasper Kange              |                                                                          |
| Bobby Lashley      | Franklin Roberto Lashley  | AEW World Tag Team Champion                                              |
| Brandon Cutler     | Brandon Bogle             |                                                                          |
| Brian Cage         | Brian Button              |                                                                          |
| Brody King         | Nathan Blauvelt           |                                                                          |
| Bryan Danielson    | Bryan Danielson           |                                                                          |
| Bryan Keith        | Bryan Keith               |                                                                          |
| Buddy Matthews     | Matthew Adams             |                                                                          |
| Carlie Bravo       |                           |                                                                          |
| Cash Wheeler       | Daniel Wheeler            |                                                                          |
| Chris Jericho      | Christopher Irvine        |                                                                          |
| Christian Cage     | William Jason Reso        |                                                                          |
| Chuck Taylor       | Dustin Howard             |                                                                          |
| Claudio Castagnoli | Claudio Castagnoli        |                                                                          |
| Colt Cabana        | Scott Colton              | Allenatore                                                               |
| Colten Gunn        | Colten Sopp               |                                                                          |
| Cope               | Adam Copeland             |                                                                          |
| Danhausen          | Donovan Danhausen         |                                                                          |
| Daniel García      | Daniel Garcia             |                                                                          |
| Dante Martin       | Dante Martin              |                                                                          |
| Darby Allin        | Samuel Ratsch             |                                                                          |
| Darius Martin      | Darius Martin             |                                                                          |
| Dax Harwood        | David Harwood             |                                                                          |
| Dralistico         |                           |                                                                          |
| Dustin Rhodes      | Dustin Runnels            | Allenatore                                                               |
| Eddie Kingston     | Edward Moore              |                                                                          |
| Evil Uno           | Nicolas Dansereau         |                                                                          |
| Griff Garrison     | Garrett Griffith          |                                                                          |
| Hologram           | Sconosciuto               |                                                                          |
| Hook               | Tyler Senerchia           |                                                                          |
| Isiah Kassidy      | Isiah Kassidy             |                                                                          |
| Jack Perry         | Jack Perry                |                                                                          |
| Jay Lethal         | Jamar Shipman             |                                                                          |
| Jay White          | Jamie White               |                                                                          |
| Jeff Jarrett       | Jeffrey Jarrett           |                                                                          |
| John Silver        | John Silver               |                                                                          |
| Johnny TV          | John Hennigan             |                                                                          |
| Jon Moxley         | Jonathan Good             |                                                                          |
| Josh Alexander     | Josh Lemay                |                                                                          |
| Josh Woods         | Josh Woods                |                                                                          |
| Juice Robinson     | Joseph Robinson           |                                                                          |
| Katsuyori Shibata  | Katsuyori Shibata         | AEW World Trios Champion                                                 |
| Kazuchika Okada    | Kazuchika Okada           | AEW Unified Champion AEW International Champion AEW Continental Champion |
| Keith Lee          | Keith Lee                 |                                                                          |
| Kenny Omega        | Tyson Smith               |                                                                          |
| Kevin Knight       | Kevin Knight              |                                                                          |
| Killswitch         | Austin Matelson           |                                                                          |
| Kip Sabian         | Simon Kippen              |                                                                          |
| Komander           | Sconosciuto               |                                                                          |
| Konosuke Takeshita | Konosuke Takeshita        |                                                                          |
| Kōta Ibushi        | Kōta Ibushi               |                                                                          |
| Kyle Fletcher      |                           | TNT Champion                                                             |
| Kyle O'Reilly      | Kyle Greenwood            |                                                                          |
| Lance Archer       | Lance Hoyt                |                                                                          |
| Lee Johnson        | Lee Johnson               |                                                                          |
| Lee Moriarty       | Julian Moriarty           |                                                                          |
| Lio Rush           | Lionel Green              |                                                                          |
| Luther             | Len Olson                 | Allenatore                                                               |
| Mark Briscoe       | Mark Pugh                 |                                                                          |
| Mark Davis         | Davis Passfield           |                                                                          |
| Marq Quen          | DeQuentin Redden          |                                                                          |
| Matthew Jackson    | Matthew Massie            |                                                                          |
| Matt Menard        | Matthew Lee               |                                                                          |
| Matt Sydal         | Matthew Korklan           |                                                                          |
| Matt Taven         | Matt Taven                |                                                                          |
| Max Caster         | Maxwell Caster            |                                                                          |
| Michael Nakazawa   | Masatsugu Nakazawa        |                                                                          |
| Mike Bailey        | Emile Baillargeon-Laberge |                                                                          |
| Mike Bennett       | Mike Bennett              |                                                                          |
| MJF                | Maxwell T. Friedman       |                                                                          |
| MVP                | Hassan Hassad             |                                                                          |
| Nick Comoroto      | Nicholas Comoroto         |                                                                          |
| Nicholas Jackson   | Nicholas Massie           |                                                                          |
| Nick Wayne         | Nick Finley               |                                                                          |
| Orange Cassidy     | James Cipperly            |                                                                          |
| Ortiz              | Miguel Molina             |                                                                          |
| Pac                | Benjamin Satterley        |                                                                          |
| Paul Wight         | Paul Wight                |                                                                          |
| Peter Avalon       | Peter Hernandez           |                                                                          |
| Powerhouse Hobbs   | William Hobson            | AEW World Trios Champion                                                 |
| Preston Vance      | Cody Vance                |                                                                          |
| Richochet          | Trevor Mann               |                                                                          |
| Roderick Strong    | Chris Lindsey             |                                                                          |
| Rush               | William Gonzalez          |                                                                          |
| Sammy Guevara      | Samuel Guevara            |                                                                          |
| Samoa Joe          | Joe Seanoa                | AEW World Trios Champion                                                 |
| Satnam Singh       | Satnam Singh              |                                                                          |
| Scorpio Sky        | Schuyler Andrews          |                                                                          |
| Serpentico         | Jon Cruz                  | Allenatore                                                               |
| Shane Taylor       | Mark Sherperd             |                                                                          |
| Shawn Dean         | Shawn McBride             |                                                                          |
| Shelton Benjamin   | Shelton Benjamin          | AEW World Tag Team Champion                                              |
| Swerve Strickland  | Shane Strickland          |                                                                          |
| The Beast Mortos   |                           |                                                                          |
| The Blade          | Jesse Guilmette           |                                                                          |
| The Butcher        | Andy Williams             |                                                                          |
| Toa Liona          | Bruce Leaupepe            |                                                                          |
| Tony Nese          | Anthony Nese              |                                                                          |
| Trent Beretta      | Gregory Marasciulo        |                                                                          |
| Truth Magnum       |                           |                                                                          |
| Turbo Floyd        |                           |                                                                          |
| Wardlow            | Michael Wardlow           |                                                                          |
| Wheeler Yuta       | Paul Gruber               |                                                                          |
| Will Ospreay       | William Ospreay           |                                                                          |

### Donne

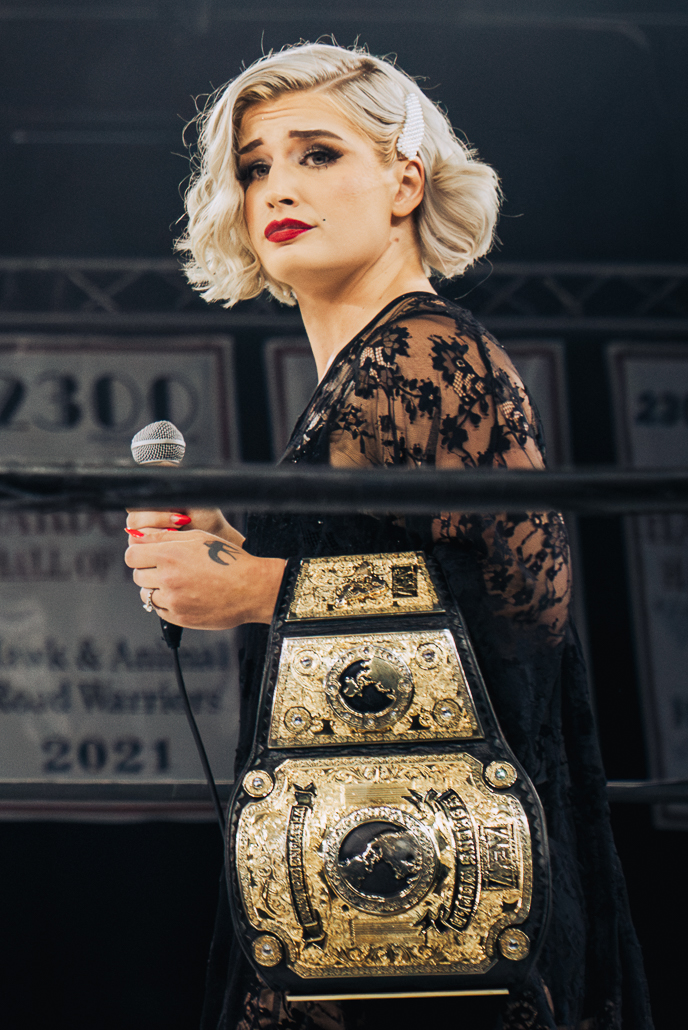
Toni Storm, AEW Women's World Champion

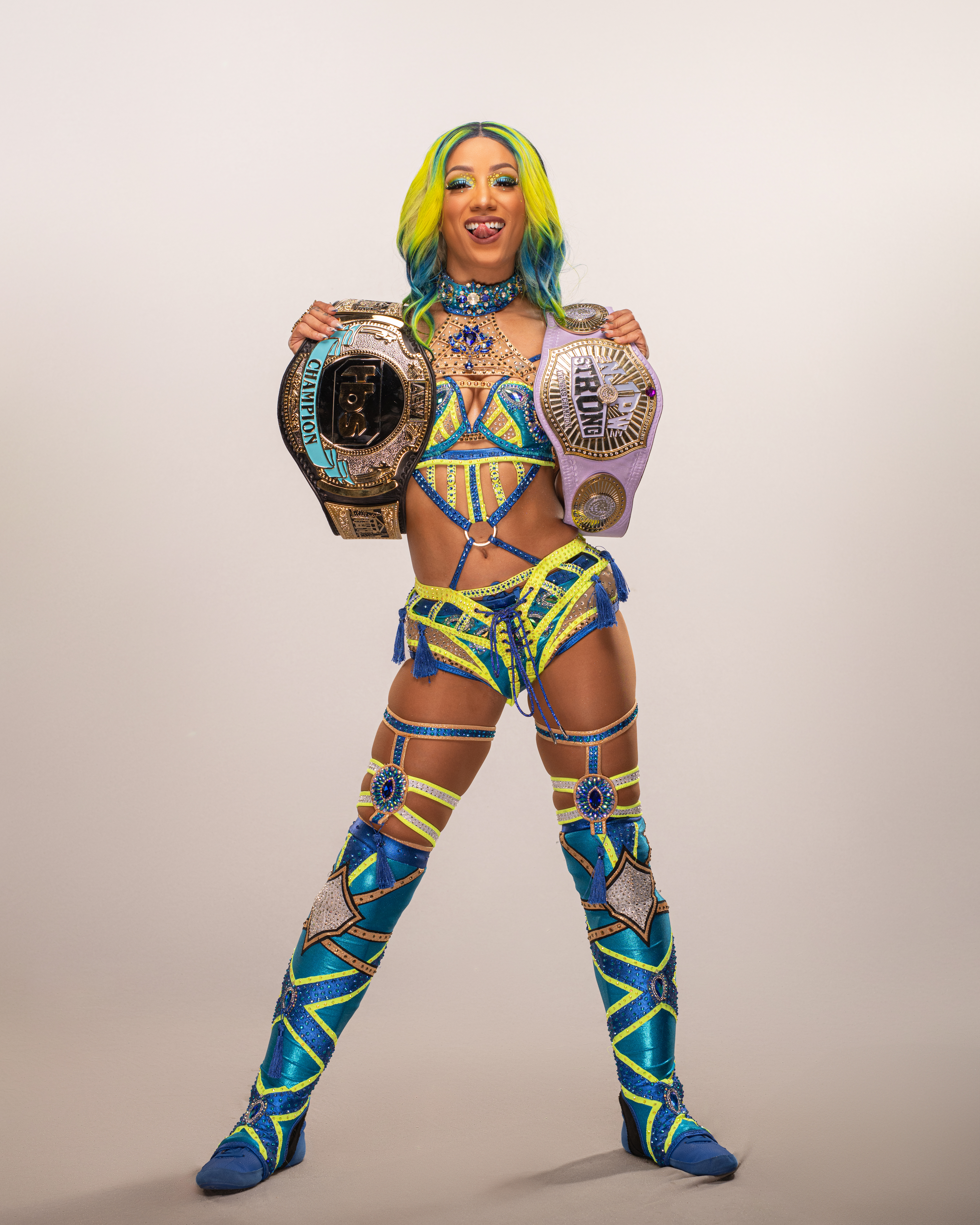
Mercedes Moné, TBS Champion

| Ring name          | Nome reale                | Note                       |
| ------------------ | ------------------------- | -------------------------- |
| Alex Windsor       | Alice Walker              |                            |
| Anna Jay           | Anna Jernigan             |                            |
| Athena             | Adrienne Reese            |                            |
| Britt Baker        | Brittany Baker            |                            |
| Deonna Purrazzo    | Deonna Purrazzo           |                            |
| Diamante           | Priscilla Zuniga          |                            |
| Emi Sakura         | Emi Motokawa              |                            |
| Harley Cameron     | Danielle Vidot            |                            |
| Hikaru Shida       | Hikaru Shida              |                            |
| Jamie Hayter       | Paige Wooding             |                            |
| Julia Hart         | Julia Hart                |                            |
| Kamille            | Kailey Farmer             |                            |
| Kiera Hogan        | Kiera Hogan               |                            |
| Kris Statlander    | Kristen Statlander        |                            |
| Leila Grey         | Catherine Guzman          |                            |
| Madison Rayne      | Ashley Lomberger          | Allenatrice                |
| Marina Shafir      | Marina Shafir             |                            |
| Megan Bayne        |                           |                            |
| Mercedes Martinez  | Jazmin Benitez            |                            |
| Mercedes Moné      | Mercedes Kaestner-Varnado | AEW TBS Champion           |
| Mina Shirakawa     | Mina Shirakawa            |                            |
| Nyla Rose          | Brandi Degroat            |                            |
| Penelope Ford      | Olivia Hasler             |                            |
| Queen Aminata      | Aminata Sylla             |                            |
| Rebel              | Tanea Brooks              |                            |
| Red Velvet         | Stephanie Cardona         |                            |
| Riho               |                           |                            |
| Ruby Soho          | Dori Prange               |                            |
| Serena Deeb        | Serena Deeb               | Allenatrice                |
| Skye Blue          | Skye Dolecki              |                            |
| Tay Melo           | Taynara Carvalho          |                            |
| Taya Valkyrie      | Kira Forster              |                            |
| Thekla             | Thekla Kaischauri         |                            |
| Thunder Rosa       | Melissa Cervantes         |                            |
| Toni Storm         | Toni Rossall              | AEW Women's World Champion |
| Willow Nightingale | Danielle Paultre          |                            |
| Yuka Sakazaki      | Yuka Sakazaki             |                            |

### Altro personale
| Ring name           | Nome reale      | Ruolo                                          |
| ------------------- | --------------- | ---------------------------------------------- |
| Alex Abrahantes     | Alex Abrahantes | Manager di Komander                            |
| Christopher Daniels | Daniel Covell   | Vice Presidente per le relazioni con i talenti |
| Don Callis          | Don Callis      | Manager della Don Callis Family                |
| Karen Jarrett       | Karen Jarrett   | Manager di Jeff Jarrett                        |
| Mark Sterling       | Mark Rattelle   | Manager dei Premier Athletes                   |
| Mother Wayne        | Shayna Wayne    | Manager de The Patriarchy                      |
| Prince Nana         | Nana Bandoh     | Manager di Swerve Strickland                   |
| Sonjay Dutt         | Retesh Bhalla   | Manager di Jay Lethal e Satnam Singh           |
| Stokely Hathaway    | Blake Moore     | Manager degli FTR                              |

## Personale

### Arbitri
| Ring name        | Nome reale       | Ruolo        |
| ---------------- | ---------------- | ------------ |
| Aubrey Edwards   | Brittany Aubert  |              |
| Brandon Martinez | Brandon Martinez |              |
| Bryce Remsburg   | Bryce Remsburg   |              |
| Mike Posey       | Mike Posey       |              |
| Paul Turner      | Paul Turner      | Capo arbitro |
| Rick Knox        | Richard Knox     |              |
| Stephon Smith    | Stephon Smith    |              |

### Annunciatori e telecronisti

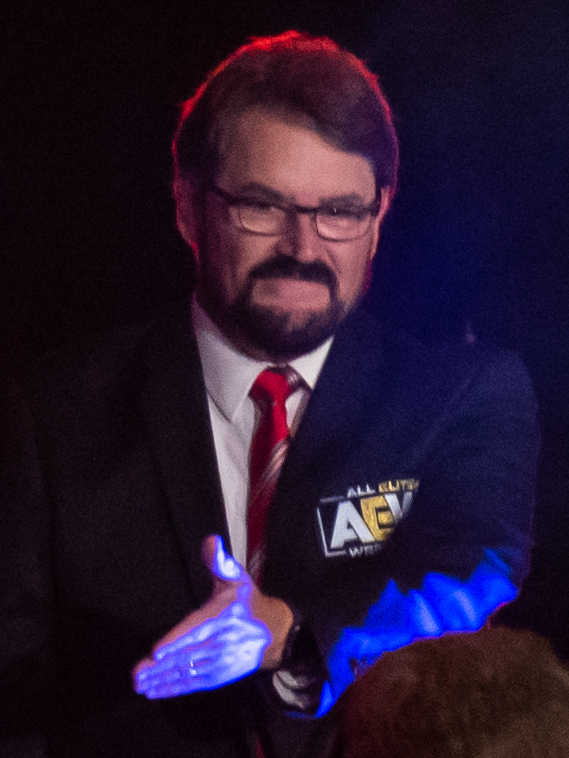
Tony Schiavone

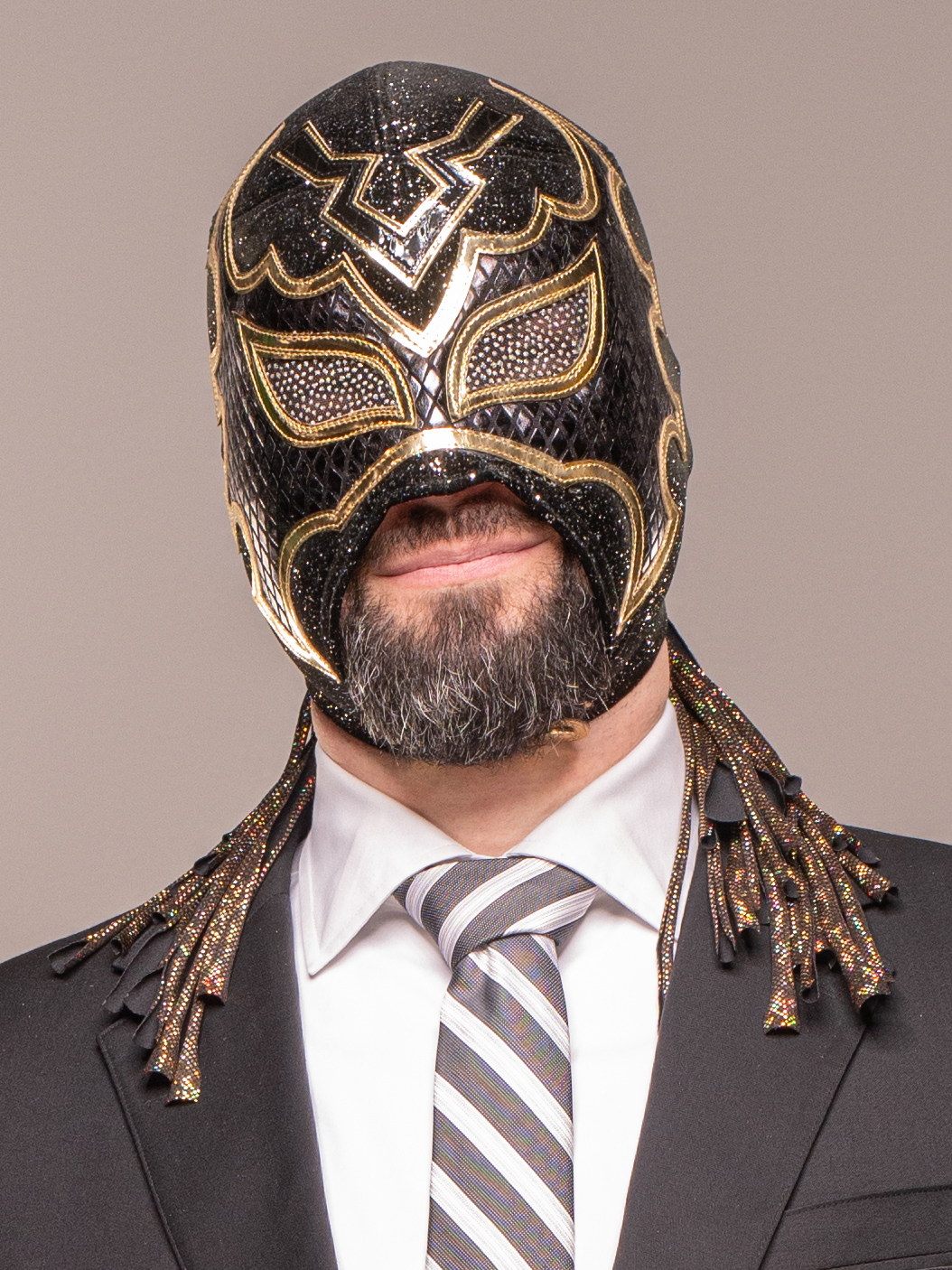
Excalibur

| Ring name        | Nome reale             | Ruolo                          |
| ---------------- | ---------------------- | ------------------------------ |
| Alex Marvez      | Alexander Marvez       | Intervistatore                 |
| Alicia Atout     | Alicia Atout           | Intervistatrice                |
| Alvaro Riojas    | Alvaro Riojas          | Telecronista                   |
| Arkady Aura      | Arkady Unterleidner    | Intevistatrice                 |
| Excalibur        | Marc Letzmann          | Telecronista                   |
| Ian Riccaboni    | Ian Riccaboni          | Telecronista                   |
| Jim Ross         | James Ross             | Telecronista                   |
| Justin Roberts   | Justin Roberts         | Ring announcer                 |
| Lexy Nair        | Alexandra Nair         | Intervistatrice                |
| Nigel McGuinness | Steven Haworth         | Telecronista                   |
| Renee Paquette   | Renee Paquette         | Intervistatrice                |
| Taz              | Peter Senerchia        | Telecronista                   |
| Tony Schiavone   | Noah Anthony Schiavone | Intervistatore Senior producer |

### Backstage
| Ring name           | Nome reale         | Ruolo                                                                 |
| ------------------- | ------------------ | --------------------------------------------------------------------- |
| Christopher Daniels | Daniel Covell      | Vice presidente per le relazioni con i talenti                        |
| Christina Mayers    | Christina Mayers   | Assistente alla contabilità                                           |
| Dion-Sekone Fraser  | Dion-Sekone Fraser | Coordinatore dei social media                                         |
| Jeff Jarrett        | Jeffrey Jarrett    | Direttore per lo sviluppo del business                                |
| Jeff Jones          | Jeffrey Jones      | Coordinatore dei social media                                         |
| Michael Sampson     | Michael Sampson    | Fisioterapista                                                        |
| Mikey Rukus         | Mickey Rukus       | Compositore                                                           |
| Nick Mondo          | Matthew Burns      | Direttore                                                             |
| Pat Buck            | Patrick Buckridge  | Sviluppo dei talenti                                                  |
| Sonjay Dutt         | Retesh Bhalla      | Vice presidente per la coordinazione del booking team e di produzione |
| Shane Emerson       | Shane Emerson      | Programmazione globale                                                |
| Shawn Carr          | Shawn Carr         | Scenografo                                                            |

### Allenatori
| Ring name    | Nome reale     | Ruolo |
| ------------ | -------------- | ----- |
| Chris Hero   | Chris Spradlin |       |
| Dean Malenko | Dean Simon     |       |
| Jerry Lynn   | Jeremy Lynn    |       |
| Jimmy Jacobs | Chris Scoville |       |
| Sarah Stock  | Sarah Stock    |       |
| Tony Chimel  | Tony Chimel    |       |

### Dirigenza

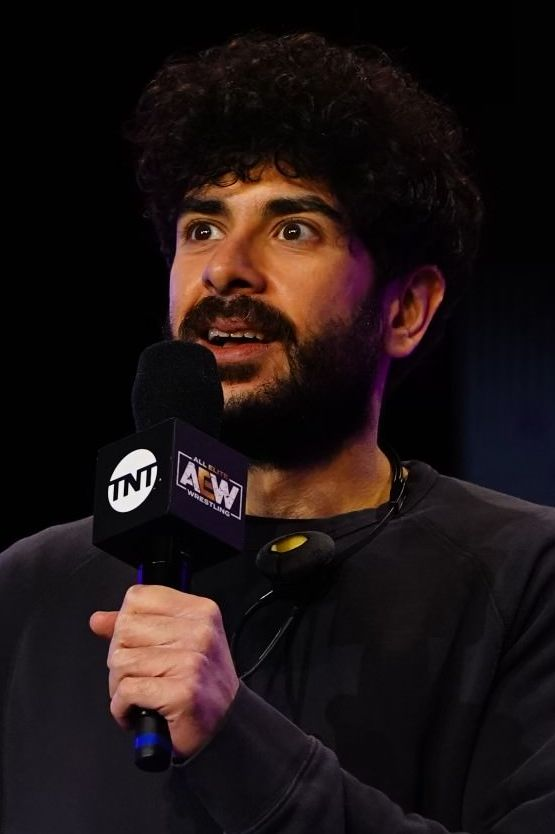
Tony Khan, presidente e CEO

| Nome             | Ruolo                                                                             |
| ---------------- | --------------------------------------------------------------------------------- |
| Adam Hopkins     | Pubbliche Relazioni                                                               |
| Amanda Huber     | Responsabile della sensibilizzazione                                              |
| Chad Glenn       | Direttore delle finanze                                                           |
| Chris Harrington | Vicepresidente della strategia aziendale                                          |
| Jake Manning     | Merchandising                                                                     |
| Kosha Irby       | COO                                                                               |
| Margaret Stalvey | Consulente legale                                                                 |
| Mark Caplan      | Responsabile del merchandising                                                    |
| Megha Parekh     | Consulente legale                                                                 |
| Michael Mansury  | Senior Vice President                                                             |
| Nik Sobic        | Vice presidente delle operazioni commerciali                                      |
| Shahid Khan      | Proprietario                                                                      |
| Tony Khan        | Proprietario, presidente, amministratore delegato e responsabile del booking team |
| Will Washington  | Wrestling Amministration Coordinator                                              |